# Anisodes marginepunctata
Anisodes marginepunctata är en fjärilsart som beskrevs av Paul Dognin 1902. Anisodes marginepunctata ingår i släktet Anisodes och familjen mätare. Inga underarter finns listade i Catalogue of Life.